# Udatji vam, gospoda!
Udatji vam, gospoda! (russisk: Удачи вам, господа!) er en russisk spillefilm fra 1992 af Vladimir Bortko.

## Medvirkende
- Nikolaj Karatjentsov som Vladimir
- Andrejs Zagars som Oleg
- Darja Mikhajlova som Olga
- Tatjana Agafonova som Masja
- Vladimir Bortko